# Colonia Rafael Murillo Vidal
Colonia Rafael Murillo Vidal är en ort i Mexiko.   Den ligger i kommunen Yecuatla och delstaten Veracruz, i den sydöstra delen av landet, 250 km öster om huvudstaden Mexico City. Colonia Rafael Murillo Vidal ligger 491 meter över havet och antalet invånare är 305.
Terrängen runt Colonia Rafael Murillo Vidal är kuperad norrut, men söderut är den bergig. Runt Colonia Rafael Murillo Vidal är det ganska tätbefolkat, med 166 invånare per kvadratkilometer. Närmaste större samhälle är Misantla, 10,0 km nordväst om Colonia Rafael Murillo Vidal. Omgivningarna runt Colonia Rafael Murillo Vidal är en mosaik av jordbruksmark och naturlig växtlighet.